# Ain't Too Proud to Beg
«Ain't Too Proud to Beg» —en español: «No soy tan orgulloso para suplicar»— es una canción de la banda estadounidense The Temptations. Editada y lanzada como sencillo en 1966 por el sello Motown Records, bajo la producción de Norman Whitfield, escrita por Whitfield y Edward Holland, Jr. La canción alcanzó el puesto # 13 en las listas Billboard Pop, y fue el hit número 1 en la lista Billboard R&B durante ocho semanas consecutivas. El éxito de la canción se dio a raíz del bajo rendimiento del sencillo anterior «Get Ready», en el reemplazo del productor Smokey Robinson por Norman Whitfield, como el principal productor de The Temptations. En el 2004 finalizó en el puesto 94 del AFI's 100 años... 100 canciones, incluida gracias a formar parte de la banda sonora de The Big Chill. 
La banda británica The Rolling Stones alcanzó el top 20 de las listas del Billboard Pop , con el lanzamiento de su versión del tema, perteneciente a su disco It's Only Rock 'n' Roll de 1974.

## Historia
El sello Motown estableció una política que consistía en que el productor que realizara los hits más importantes de un artista particular era asignado como su productor principal. En 1966, el músico, compositor y productor, Smokey Robinson, se ganó el control creativo de The Temptations, después de una serie de éxitos como «The Way You Do the Things You Do»,«My Girl», y «Since I Lost My Baby».
Norman Whitfield, un prometedor compositor y productor de Motown que obtuvo algún éxito con Marvin Gaye y The Velvelettes, trabajó con The Temptations en sencillos como «Girl (Why You Wanna Make Me Blue)» de 1964, y codició el papel de Robinson como su productor. Finalmente creando una pista instrumental que él pensó que lo haría, alistó a letrista Edward Holland, Jr., de la famosa Holland-Dozier-Holland. Aunque Holland no creía que Whitfield tuviera la oportunidad de robarle la producción a Robinson (sobre todo porque Robinson era el mejor amigo del director ejecutivo de Motown, Berry Gordy), contribuyó con sus servicios dando como resultado «Ain't Too Proud to Beg».

## Producción
Los viernes por la mañana en las oficinas de Motown en Hitsville U.S.A., el equipo creativo realizaba reuniones de control de calidad, en las que se votaba a favor o en contra de los próximos lanzamientos. Para decepción de Whitfield, «Ain't Too Proud to Beg», fracasó dos veces en los controles de calidad, con Berry Gordy comentando que la canción era buena, pero "necesitaba más historia".
Para la tercera versión grabada de «Ain't Too Proud to Beg», Whitfield arregló la voz de David Ruffin justo por encima de su rango vocal real. Como resultado, el cantante se vio obligado a cantar numerosas tomas con el fin de sacar todas las notas altas de la canción. Al final de la sesión de grabación, recuerda Otis Williams que Ruffin estaba "ahogándose en sudor y sus gafas estaban por toda su cara". 
A estas alturas, tanto The Temptations como Whitfield confiaban en que tenían un gran hit en sus manos. Sin embargo, tanto «Ain't Too Proud to Beg» como «Get Ready», una canción de Temptations producida por Smokey Robinson con Eddie Kendricks a la cabeza, apareció en la misma reunión de Control de Calidad.
Desde que Robinson era el principal productor de Temptations, su canción fue lanzada y la de Whitfield archivada. Cornelius Grant, guitarrista, director y compositor de la banda, recordó que luego de que se tomara esa decisión, "era como si las venas salieran del cuello de Norman". Whitfield se mostró molesto con la decisión del departamento de control de calidad y declaró abiertamente "nunca más me voy a perder un lanzamiento como este". Gordy por su parte, le prometió a Whitfield que «Ain't Too Proud to Beg» sería el siguiente sencillo si «Get Ready» no lograba alcanzar el Top 20 en el Billboard Pop Chart.

## Composición
La letra de la canción cuenta con su narrador pidiendo una segunda oportunidad con su amante que se marcha, abriéndose con la declaración "Sé que quieres dejarme, pero me niego a dejarte ir". El narrador continúa afirmando que "no es demasiado orgulloso para suplicar" o "suplicarle" a su amante que se quede. The Temptations estaban satisfechos con la composición, sintiendo que la melodía de la canción estaba inspirada en el blues. David Ruffin fue seleccionado para cantar en la canción. Finalmente Whitfield sometió la mezcla al departamento de control de calidad de Motown.

## Lanzamiento
«Get Ready» alcanzó el número 1 en las listas de Billboard R&B, pero solo el número 29 en las listas de éxitos. Como se prometió, «Ain't Too Proud To Beg» se lanzó como el siguiente sencillo. También alcanzó el número uno en las listas de R&B, pero alcanzó el puesto 13 en el top veinte. La canción sustituyó al tema de Sam & Dave «Hold On! I'm a Comin»como el número 1 de R&B durante la semana del 18 de junio de 1966, y ocupó el cargo durante cuatro semanas hasta ser reemplazado por «Let's Go Get Stoned» de Ray Charles durante la semana del 16 de julio. A la semana siguiente, «Ain't Too Proud To Beg» regresó a la posición número 1, donde permaneció durante cuatro semanas más hasta ser reemplazado la semana del 20 de agosto por otro sencillo de Motown , la versión de Stevie Wonder de «Blowin' in the Wind» de Bob Dylan.
Los Temptations estuvieron de gira durante las reuniones de control de calidad que rigieron a «Ain't Too Proud to Beg». La banda se enteró de los logros de la canción cuando fueron contactados por Motown, una hora antes del show que brindarían en el programa American Bandstand el 20 de agosto de 1966. La empresa le ordenó al grupo que la interpretaran y, rápidamente, Paul Williams ideó una rutina de baile para acompañar el payback televisivo.
Gran parte del éxito de la canción, según palabras de la banda, se debe a la producción de Whitfield, que fue más delgada y dura que el estilo de Robinson, y a los aportes vocales de David Ruffin. La táctica grabar por encima del registro de Ruffin funcionó lo suficientemente bien como para que Whitfield lo utilizara en grabaciones posteriores como «Beauty Is Only Skin Deep» y«(I Know) I'm Losing You», también hizo lo mismo con Marvin Gaye cuando grabó su ahora famosa versión de «I Heard It Through the Grapevine».

## Personal
- David Ruffin: voz.
- Eddie Kendricks: coros.
- Melvin Franklin: coros.
- Paul Williams: coros.
- Otis Williams: coros.
- The Funk Brothers: instrumentación.

## Versiones de otros músicos
- The Rolling Stones grabó una versión del tema y se incluyó en su disco It's Only Rock 'n' Roll de 1974. Alcanzó el top 20 de las listas del Billboard Pop.
- Rick Astley grabó una versión del tema para su álbum de 1988 Hold Me In Your Arms, y lo lanzó como sencillo en el verano de 1989, solo en los Estados Unidos y Japón, y alcanzó el puesto # 89 en el Billboard Hot 100 y en # 16 en Adult Contemporary. Este sería el último sencillo de Astley con los productores Stock Aitken & Waterman.
- Phil Collins hizo un cover de la canción en la última edición de 25 pistas del álbum Going Back, que fue lanzado en 2010.